# لور فریسکو (نیومکزیکو)
لور فریسکو (به انگلیسی: Lower Frisco) یک منطقهٔ مسکونی در ایالات متحده آمریکا است که در نیومکزیکو واقع شده‌است. لور فریسکو ۳۱ نفر جمعیت دارد و ۱٬۷۰۹٫۹۵ متر بالاتر از سطح دریا واقع شده‌است.